# Kitsune

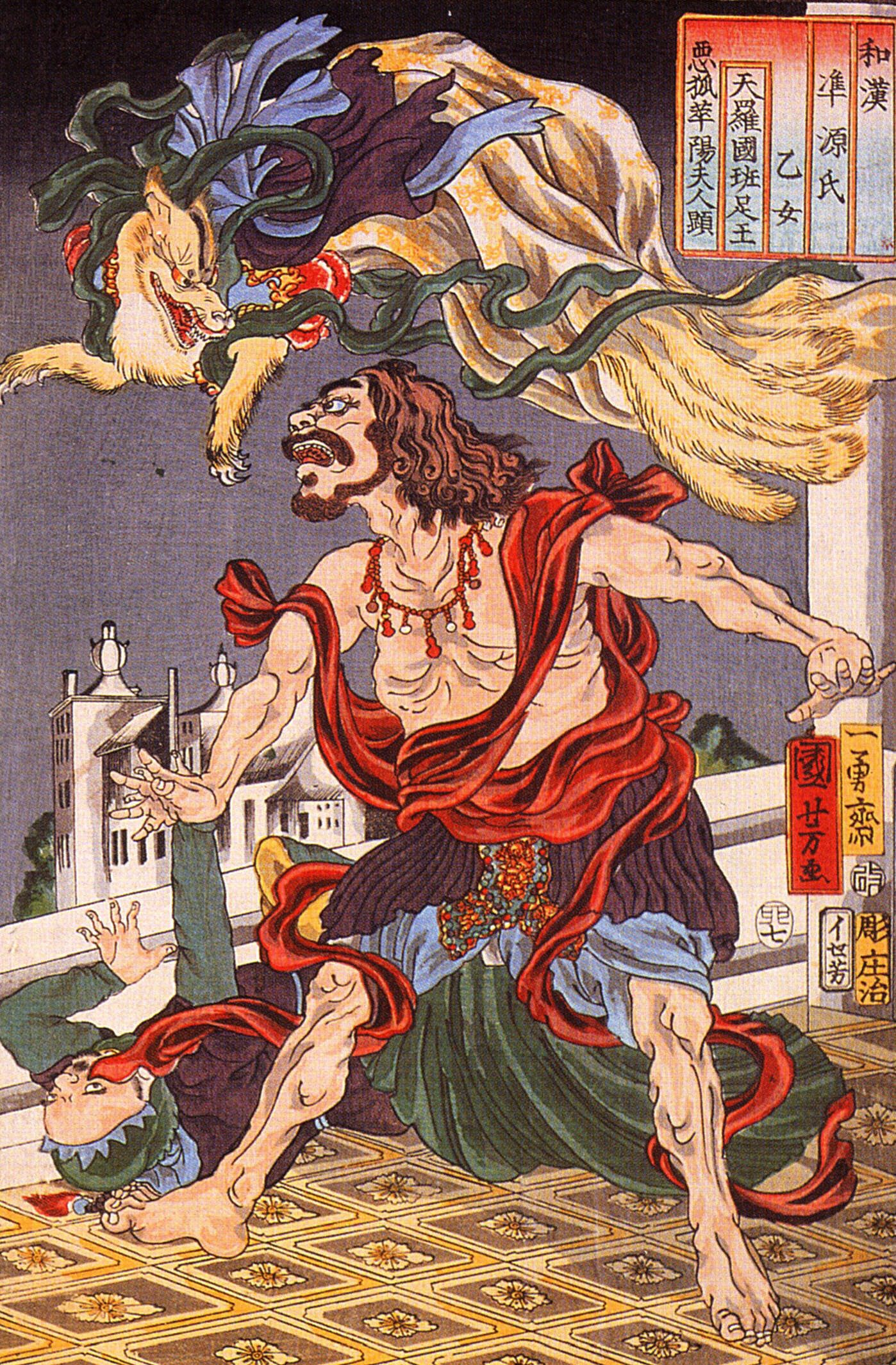
Prins Hanzoku wordt aangevallen door een negen-staartige vos. Prent door Utagawa Kuniyoshi, 19e eeuw.

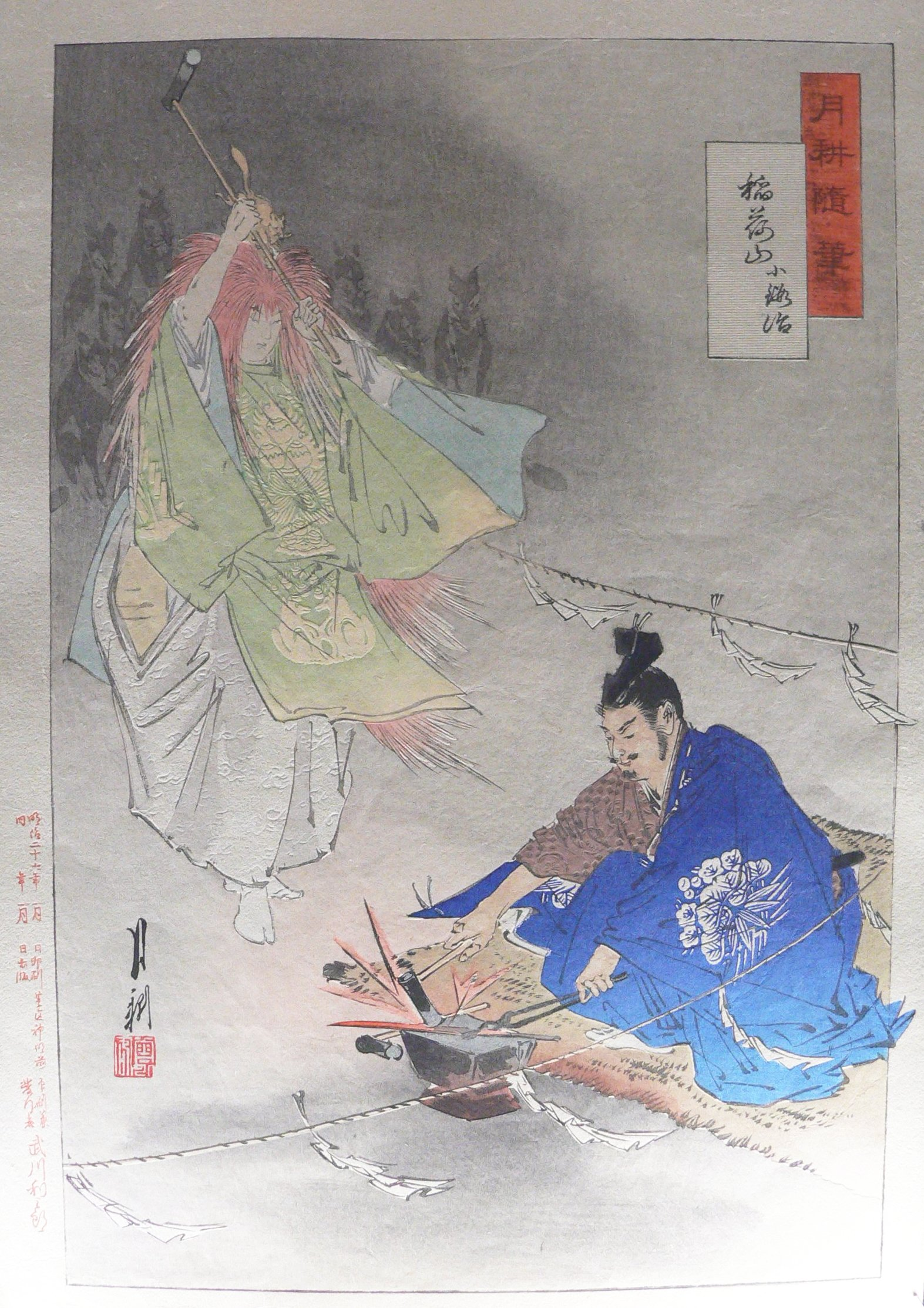
Smid Munechika (10e eeuw), geholpen door een kitsune, smeedt het zwaard ko-kitsune-maru (kleine vos). De kami wordt uitgebeeld door een vrouw omringd door vossengeesten, 1873

Kitsune (Japans: 狐) is het Japanse woord voor vos. Vossen komen veel voor in de Japanse mythologie. 
In verhalen komen ze voor als intelligente wezens met magische krachten die toenemen naarmate ze ouder of wijzer worden. De belangrijkste daarvan is dat ze een menselijke gedaante kunnen aannemen. In sommige legendes en sprookjes gebruiken kitsune deze kracht om anderen te bedriegen, in andere spelen ze juist de rol van trouwe beschermers, vrienden, minnaars of echtgenotes.
In het oude Japan leefden vossen en mensen dicht bij elkaar, waardoor er daar veel legendes over deze dieren ontstonden. Kitsune werden gezien als de boodschappers van Inari, een Shinto kami of god, wat hun bovennatuurlijke betekenis versterkte. Hoe meer staarten een vos heeft (maximaal negen), des te groter is zijn kracht en wijsheid. 
Vanwege hun potentiële kracht en invloed werden er soms offers aan vossen gegeven als aan goden.

## Zie ook

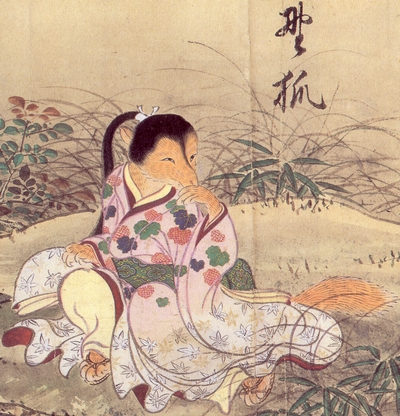